# The Viper Room
The Viper Room er en natklub, som ligger på Sunset Strip, i West Hollywood i Californien. Den åbnede i 1993 og var delvis-ejet af skuespilleren Johnny Depp indtil 2004. Klubben har også været kendt for, at det var her skuespilleren River Phoenix døde af en stof-overdosis Halloween morgen i 1993.
Selv efter Phoenix' død var stedet stadig der, hvor Hollywoods hotteste unge skuespillere hang ud. Stamgæster inkluderede Jennifer Aniston og Sean Penn. Også forsangeren i Counting Crows Adam Duritz gemte sig som Viper Room-bartender i de sene 1994'ere og tidlige 1995'ere for at flygte for sin nyfundne popularitet.
Johnny Depp havde spurgt Tom Petty & The Heartbreakers til at komme og spille på klubbens åbningsaften. Gruppen takkede meget glade "ja".
I Oliver Stones film The Doors (1991) blev The Viper Room brugt som filmoptagelsessted for at afbilde London Fog, som også ligger i West Hollywood. London Fog var en mindre-kendt natklub ved siden af Whisky a Go Go, hvor The Doors havde deres første optræden i 4 måneder i det tidlige 1966.
Som en del af forliget fra en retssag om den pludselige forsvinden af med-ejeren Anthony Fox, forlod Depp sin post som medejer af The Viper Room i 2004. Natklubben er, fra 2007, ejet af Darin Feinstein, Bevan Cooney og Blackhawk Capital Partners, Inc.
En natklub i Cincinnati, Ohio, hed tidligere "The Viper Room", men ændrede dets navn til "The Poison Room" den 1. januar 2006, efter at West Hollywoods Viper Room havde bedt om en navneændring. En anden "Viper Room" i Portland, Oregon er også blevet bedt om at ændre dets navn efter en retssag, hvor ejeren David Feinstein hævede at "hver en dollar, som de tjener er resultatet af at de bruger vores navn .
I øjeblikket er der et lovligt bordel i Brisbane, Australien som hedder "Viper Room". Der er også en natklub i Stockholm, Sverige som hedder "The Viper Room".